# Brigitte Pilote
Brigitte Pilote est une écrivaine québécoise née à Boucherville en 1966.

## Biographie
Elle étudie à l’Université du Québec à Montréal. Elle y obtient un baccalauréat en études littéraires, puis, en 1995, une maîtrise en études littéraires.
Elle travaille pendant plusieurs années comme rédactrice, puis pour la télévision à titre de recherchiste, productrice au contenu et scénariste, avant de se consacrer à l’écriture de romans. 
Elle est publiée par les Éditions du Seuil à l'instar de Nelly Arcand et Jacques Godbout.
Elle est la sœur de l'animatrice, autrice et scénariste Marcia Pilote.

### Vie littéraire et réception critique
Son troisième roman, La femme qui rit, attire l'attention de la critique au Québec, en France et en Belgique. 
Le livre est par exemple cité parmi les 10 meilleurs romans parus en 2020 par l'émission Plus on est de fous plus on lit sur les ondes d'Ici Radio-Canada première tandis qu’il obtient des critiques favorables sur France Inter, à la RTBF, sur Radio France et dans L’OBS.

## Œuvres

### Romans
- La femme qui rit, Paris, Éditions du Seuil, 2020, Livre audio (Audible France), 2021.
- Motel Lorraine, Montréal, Groupe Librex, 2013, réédition Paris, Michel Lafon, 2017, format poche, Points/Seuil, 2018.
- Mémoires d’une enfant manquée, Montréal, Groupe Librex, 2012.

### Biographie
- Monique Jérôme-Forget, Montréal, Groupe Librex, 2015

## Prix et honneurs
- 2014: Grand prix du jury de la littérature en Montérégie, catégorie fiction adulte pour Motel Lorraine[8].